# Uniwersytet Króla Sauda
Uniwersytet Króla Sauda (King Saud University (KSU), arab. جامعة الملك سعود) – saudyjska uczelnia publiczna, zlokalizowana w Rijadzie.
Uczelnia została założona w 1957 roku, jako pierwszy uniwersytet w Arabii Saudyjskiej. Uczelni nadano imię ówczesnego króla Su’ud ibn Abd al-Aziz Al Su’uda. Po utracie przez niego władzy, w 1967 roku zmieniono nazwę na Uniwersytet w Rijadzie (University of Riyadh). Do pierwotnej nazwy powrócono w 1981 podczas uroczystości 25-lecia uczelni.
Pierwszą jednostką organizacyjną, na której studenci rozpoczęli edukację w roku akademickim 1957–1958, był Wydział Humanistyczny (College of Arts). Kolejne jednostki powstałe w latach 1958–1960 to: Wydział Nauk Ścisłych (College of Sciences), Wydział Zarządzania (College of Business), później przemianowany na Wydział Administracji Publicznej (College of Public Administration), oraz Wydział Farmaceutyczny (College of Pharmacy).
W 1969 roku został utworzony Wydział Medycyny (College of Medicine (1969), a w 1976 kolejne jednostki o profilu medycznym: Wydział Stomatologii (The College of Dentistry) oraz Wydział Stosowanych Nauk Medycznych (College of Applied Medical Sciences). W 1984 roku utworzono Wydział Informatyki (College of Computer and Information Science) oraz Wydział Architektury i Planowania Przestrzennego (College of Architecture and Planning).
W 1991 powstał Instytut Języków Obcych i Tłumaczeń, który uzyskał rangę wydziału w 1995 roku (College of Languages and Translation).
Separacja kobiet i mężczyzn na terenie uczelni doprowadziła do tragicznego wypadku w 2014 roku. Do studentki, która doznała ataku serca, nie dopuszczono ratowników-mężczyzn. Brak pomocy medycznej doprowadził do jej śmierci.